# Pied carré
Pied carré, der Quadratfuß, war ein französisches Flächenmaß und galt auch in Bourbon, Guadeloupe, Haiti, Martinique und Kanada.
- 1 Pied carré = 0,10552 Quadratmeter

Eine Maßkette war mit neueren Werten
- 1 Toise carée/Quadratklafter = 36 Pied carré = 5188 Pouce carré / Quadratzoll = 746.496 Ligne carrée/Quadratlinien = 3,79874 Quadratmeter
- 1 Pied carré = 0,10552 Quadratmeter
- 1 Pouce carré = 0,00073 Quadratmeter
- 1 Ligne carrée = 5,08879 Quadratmillimeter